# Hackerspace

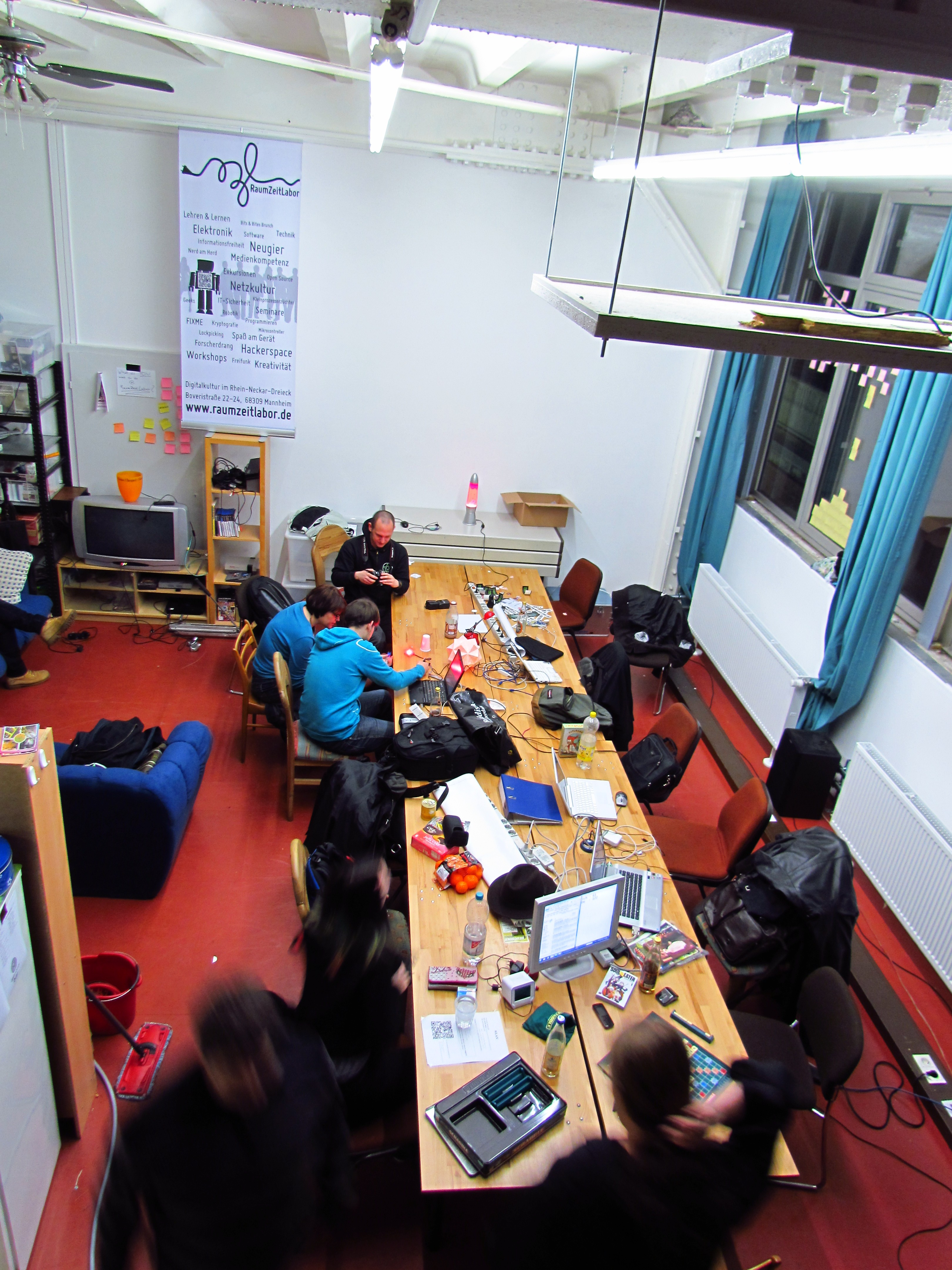
Ein Hackerspace (RaumZeitLabor in Mannheim)

Ein Hackerspace (von Hacker und Space, engl. für Raum) oder Hackspace ist ein physischer, häufig offener Raum, in dem sich Hacker sowie an Wissenschaft, Technologie oder digitaler Kunst (und vielen anderen Bereichen) Interessierte treffen und austauschen können. Sie werden meist von Vereinen getragen, in denen sich die Interessenten organisieren.

## Funktion

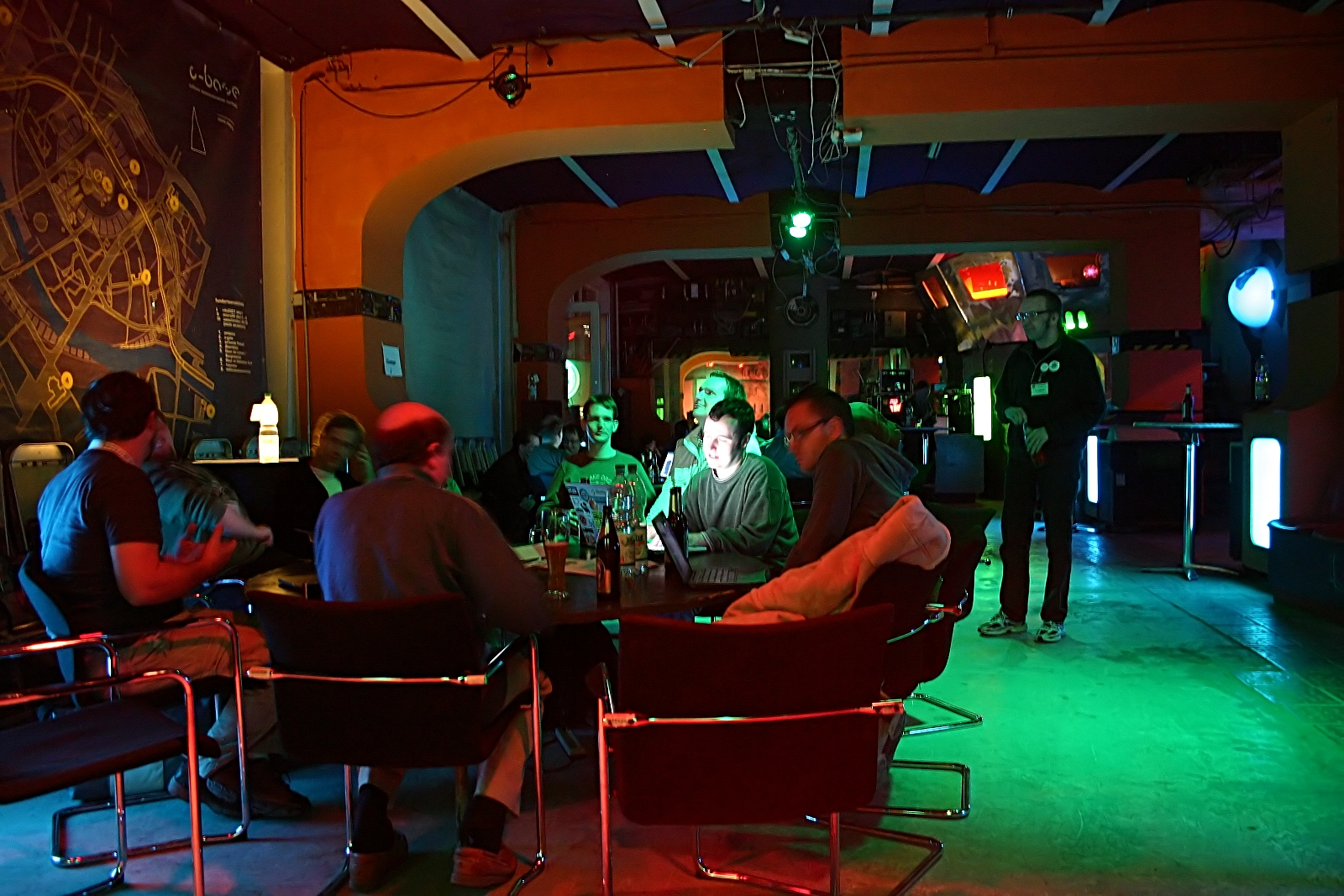
Innenraum der c-base in Berlin

Viele Hackerspaces setzen sich für die Förderung der Allgemeinbildung im technischen Bereich, sowie die Themen der Hackerkultur (wie z. B. freie Software/Open Source, freie Hardware oder Netzpolitik) ein, wobei das Themenspektrum je nach Hackerspace variieren kann. Typische Aktivitäten sind daher Do-it-yourself-Sessions und Workshops, Öffentlichkeitsarbeit durch Präsentationen, Vorführungen und Vorträge, soziale Aktivitäten wie das Teilen von Wissen und gemeinsames Lernen, aber auch die Organisation von Partys und Spielen. Hackerspaces stellen dafür eine Infrastruktur bereit, vor allem Getränke, Strom, Internetzugänge, Netzwerkverbindungen und Werkzeuge. Je nach Ausstattung können auch Möglichkeiten zur Essenszubereitung oder Duschen vorhanden sein, und ebenso größere Werkzeuge und Maschinen wie 3D-Drucker, Laser-Cutter, CNC-Fräsmaschinen, Bandsägen etc. Aus diesem Grund wird manchmal auch von Makerspace gesprochen, der Übergang zum FabLab ist fließend.
Meist ist beim Eintritt keine Gebühr zu entrichten. Da die Bereitstellung der Infrastruktur jedoch Geld kostet, wird häufig um eine Mitgliedschaft im entsprechenden Trägerverein gebeten. Oft werden die Räumlichkeiten auch anderen Gruppen aus demselben Themenbereich zur Verfügung gestellt. Einige Hackerspaces, wie das Metalab in den Anfangsjahren, profitieren von staatlichen Förderungen in Infrastruktur oder Projekten.

## Geschichte
Hackerspaces wurden zunächst in Deutschland durch etablierte Treffpunkte wie der c-base in Berlin oder der C4 in Köln eingerichtet. Später wurde das deutsche Klubmodell im Ausland kopiert. Dafür verantwortlich ist ein Dokument mit dem Namen „Hackerspace Design Patterns“ des Chaos Computer Clubs, in dem Ratschläge gegeben werden, um Räumlichkeiten anzumieten, den Hackerspace zu finanzieren und auf welcher Grundlage Entscheidungen getroffen werden sollten.

## Bekannte Hackerspaces
International bekannt sind im deutschsprachigen Raum beispielsweise die c-base in Berlin, der Attraktor in Hamburg und das RaumZeitLabor in Mannheim sowie das Metalab in Wien. Bekanntere Hackerspaces im englischen Sprachraum sind der NYC Resistor in New York City und die Noisebridge in San Francisco.
Das Projekt hackerspaces.org (siehe unter Weblinks) führt außerdem ein umfassendes Verzeichnis von existierenden und geplanten Hackerspaces auf der ganzen Welt und bietet auch ein Wiki zur Kommunikation und übergreifenden Koordination von Aktivitäten an.